# Cyamopsis tetragonoloba
Il guar (Cyamopsis tetragonoloba), dall'hindi ग्वार gvār, è una pianta appartenente alla famiglia delle Fabaceae e la fonte della gomma di guar.
L'origine del guar è sconosciuta, poiché non è mai stata trovato allo stato selvatico. Si suppone che si sia sviluppato dalla specie africana Cyamopsis senegalensis. Fu ulteriormente addomesticato nell'Asia meridionale, dove è stato coltivato per secoli. Il guar cresce bene nelle zone semiaride, ma sono necessarie piogge frequenti.
Questo legume è una pianta preziosa nel ciclo di rotazione delle colture, poiché vive in simbiosi con i batteri azotofissatori. Gli agricoltori delle regioni semiaride del Rajasthan seguono la rotazione delle colture e utilizzano il guar per reintegrare il terreno con l'azotofissazione prima del raccolto successivo. Il guar ha molte funzioni per l'alimentazione umana e animale, ma l'estrazione dell'agente gelificante nei suoi semi (gomma di guar) è l'uso più importante. La domanda è in aumento a causa dell'uso della gomma di guar nella fratturazione idraulica. È anche un ingrediente importante dello Slime giocattolo. Circa l'80% della produzione mondiale di guar avviene in India, ma a causa della forte domanda la pianta è stata introdotta anche altrove.

## Descrizione
Il guar cresce eretto, raggiungendo un'altezza massima di 2–3 m. Presenta un singolo stelo principale con ramificazione basale o sottili ramificazioni lungo il fusto. Le radici a fittone del guar possono accedere all'umidità del suolo anche a profondità ridotte. Questa leguminosa sviluppa noduli radicali con batteri del suolo azotofissatori nella parte superficiale del suo apparato radicale. Le foglie e gli steli sono per lo più pelosi, a seconda della cultivar. Le sue foglie sottili hanno una forma ovale allungata e posizione alternata. I fiori a grappoli crescono nell'ascella della pianta e sono di colore bianco-bluastro. I baccelli in via di sviluppo sono piuttosto piatti e sottili e contengono da 5 a 12 piccoli semi ovali. Solitamente i semi maturi sono bianchi o grigi, ma con un eccesso di umidità possono diventare neri e perdere la capacità di germinazione. I semi di guar hanno una caratteristica notevole. Il suo nocciolo è costituito da un germe ricco di proteine (43-46%) e da un endosperma relativamente grande (34-40%), contenente grandi quantità di galattomannano. Si tratta di un polisaccaride contenente polimeri di mannosio e galattosio in un rapporto di 2:1 con numerose ramificazioni. Pertanto, presenta una grande attività di legame idrogeno con effetto viscosizzante nei liquidi.

## Coltivazione
Il guar è tollerante alla siccità e ama il sole, ma è suscettibile al gelo. Sebbene possa sopportare scarse ma regolari precipitazioni, necessita di sufficiente umidità del terreno prima della semina e durante la maturazione dei semi. Periodi di siccità frequenti possono portare ad una maturazione ritardata. Al contrario, un'eccessiva umidità durante la fase iniziale di crescita e dopo la maturazione porta a una qualità inferiore dei semi. Il guar viene prodotto vicino alle zone costiere della regione di Gandhidham, nel Kutch, Gujarat, India.
Il guar può crescere su un'ampia gamma di tipi di terreno, ma preferibilmente in terreni fertili, di medio impasto, sabbiosi e ben drenati, poiché il ristagno idrico riduce le prestazioni della pianta. Il guar cresce meglio in condizioni moderatamente alcaline (pH 7–8) ed è tollerante alla salinità. Le sue radici a fittone sono inoculate con noduli di rizobi e quindi produce biomassa ricca di azoto e migliora la qualità del suolo.
Il guar viene coltivato principalmente nell'India nord-occidentale, con raccolti minori nelle aree semiaride delle pianure del Texas negli Stati Uniti, in Australia e in Africa. L'area di coltivazione più importante si concentra a Jodhpur nel Rajasthan, in India, dove la domanda di guar per il fracking ha prodotto un boom agricolo come nel 2012. L'India è il principale produttore di fagioli grappolo, rappresentando l'80% della produzione totale mondiale, mentre le regioni del Rajasthan, del Gujarat e del Kutch occupano le aree più grandi dedicate alla coltivazione di guar. Oltre alla sua coltivazione in India, la coltura viene coltivata come coltura commerciale anche in altre parti del mondo. Diversi coltivatori commerciali hanno convertito le loro colture alla produzione di guar per sostenere la crescente domanda di guar e di altre colture biologiche negli Stati Uniti.

## Usi

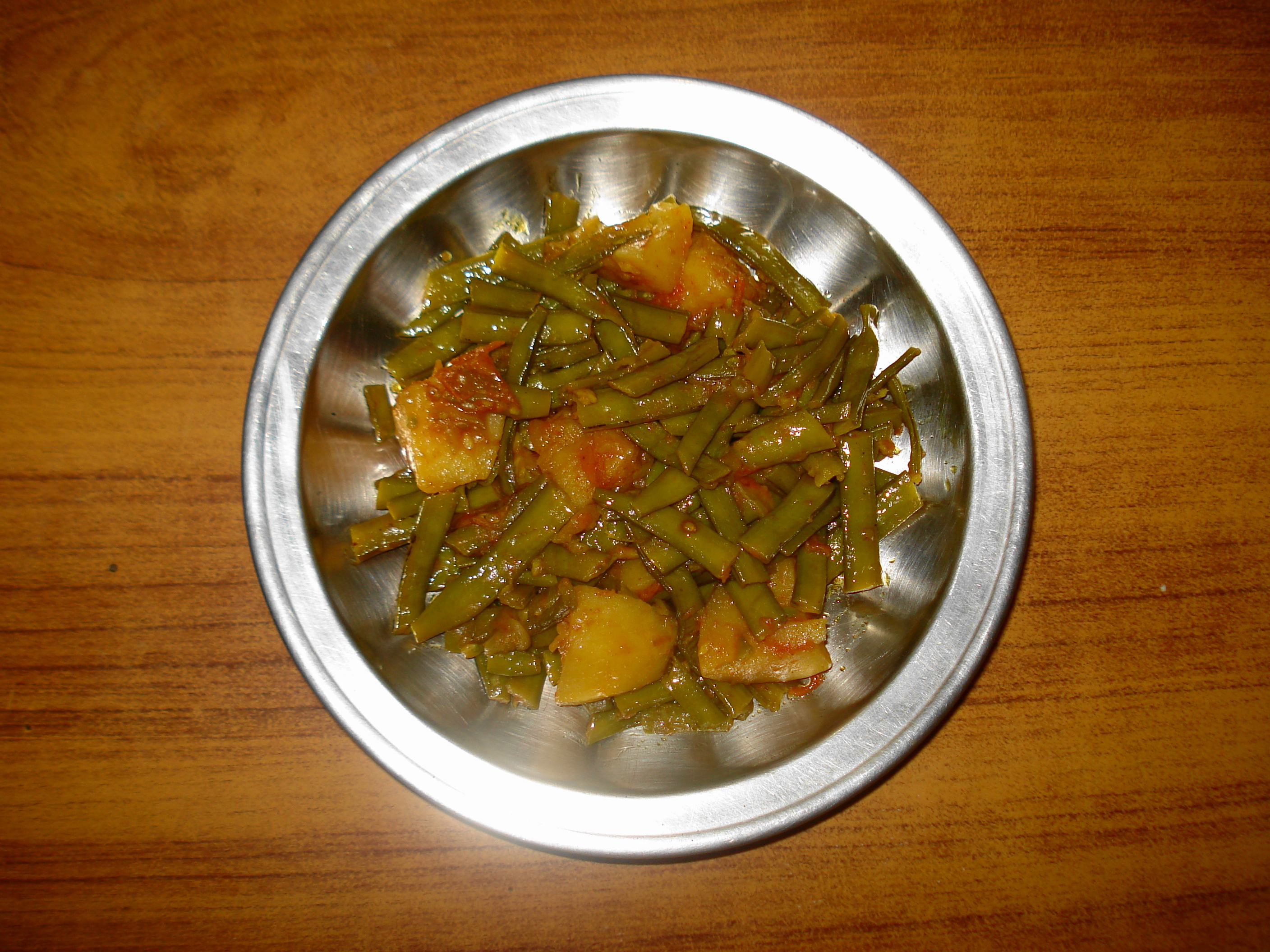
Guar con patate (India)

### Pianta di guar
Agricoltura
- Foraggio: le piante di guar possono essere utilizzate come mangime per il bestiame, ma a causa dell'acido cianidrico presente nei suoi semi, possono essere utilizzati solo i semi maturi.[1]
- Sovescio: le piantagioni di guar aumentano la resa delle colture successive poiché questo legume mantiene il contenuto di nutrienti del suolo.[1]

Cibo
- Verdura: le foglie di guar possono essere utilizzate come gli spinaci, e i baccelli vengono preparati come insalata o verdura.[10] I suoi semi sono nutrienti, ma la proteina di guar non è utilizzabile dagli esseri umani, a meno che non venga tostata per distruggere l'inibitore della tripsina.

### Gomma di guar
I semi del guar contengono un grande endosperma che è costituito da un grande polisaccaride di galattosio e mannosio. Questo polimero è solubile in acqua e mostra un effetto viscosizzante in acqua. La gomma di guar trova molteplici applicazioni diverse nei prodotti alimentari, nei prodotti industriali e nell'industria estrattiva .

#### Cibo
In numerosi alimenti e bevande la gomma di guar viene utilizzata come additivo per modificarne la viscosità o come fonte di fibre.
| Cibo              | Funzione                                |
| ----------------- | --------------------------------------- |
| Prodotti da forno | Miglioratore di impasto                 |
| Formaggio         | Miglioratore di consistenza             |
| Gelato            | Cristalli di ghiaccio più piccoli       |
| Prodotti Fritti   | Riduzione dell'assorbimento di petrolio |

#### Industria
I derivati della gomma di guar vengono utilizzati in applicazioni industriali, come l'industria della carta e tessile, la flottazione dei minerali, la fabbricazione di esplosivi e la fratturazione idraulica (fracking) di formazioni di petrolio e gas. La gomma di guar è spesso addizionata con ioni di boro o cromo per renderla più stabile e resistente al calore. Il guar e i suoi derivati formano complessi di gel con ioni di alluminio, zirconio, titanio, cromo e boro. La reazione borato – guar è reversibile e dipende dal pH (concentrazione di ioni idrogeno) della soluzione. Questa reazione viene utilizzata per dare consistenza allo Slime giocattolo.